# IuK-Gesetz
Das IuK-Gesetz (IuKG) vom 24. Dezember 2001 war ein Gesetz des Freistaats Bayern.
Zweck des Gesetzes war es, sicherzustellen, dass die öffentliche Verwaltung ihre Aufgaben mit Hilfe der Informations- und Kommunikationstechnik (IuK) sicher, schnell, bürgerfreundlich, wirtschaftlich und sparsam erfüllt sowie Planungsinformationen und Entscheidungshilfen gewinnt (Art. 1 Abs. 1 IuKG). Das Gesetz sah unter anderem vor, dass ein Ausschuss beim Staatsministerium der Finanzen eingerichtet wird, der technische und organisatorische Maßnahmen zur Datensicherheit und zum Datenschutz entwickelt. Aus dem Gesetz ergab sich unter anderem auch die Verpflichtung, Angehörige des öffentlichen Dienstes in der Informations- und Kommunikationstechnologie aus- und fortzubilden (Art. 7 Abs. 1 Nr. 5 IuKG). 

## Außerkrafttreten
Das IuKG sollte ursprünglich mit Ablauf des 31. Dezember 2006 außer Kraft treten. Der Entwurf der Staatsregierung für das Gesetz zur Aufhebung des Gesetzes über den Einsatz der Informations- und Kommunikationstechnik in der öffentlichen Verwaltung lag jedoch vor, um es bereits vorzeitig außer Kraft zu setzen. 
Die Gründe waren, dass im Oktober 2003 dem Staatsministerium des Innern die Grundsatzangelegenheiten für den Einsatz der IuK übertragen wurden. Daraus hätte sich zu viel Änderungsbedarf im Gesetz ergeben. Ferner sei zum Beispiel die Verordnungsermächtigung für den Erlass von Regelungen für den Datenaustausch mit den Kommunen entbehrlich geworden.